# Околович, Георгий Сергеевич
Гео́ргий Серге́евич Около́вич (16 июня 1901, Рига, Российская империя — 10 февраля 1980, Дармштадт, ФРГ) — представитель первой волны белой эмиграции, руководитель «закрытого сектора» НТС.

## Биография
В годы Гражданской войны подростком вступил в Белую армию, став пулемётчиком на бронепоезде, принимал участие в боях. Эмигрировал из РСФСР в 1920 году. В 1930-е вступил в НТС. В августе 1938 года в составе 3-й группы (Околович и Колков) перешёл польско-советскую границу. Группа провела в СССР 4 месяца, изучив обстановку в советских городах, вернулись за границу. Благодаря этому успеху Околович вскоре возглавил «закрытый сектор» НТС.
В годы Великой Отечественной войны выезжал в СССР, где вёл подпольную работу. В Смоленске Г. С. Околович (официально работал в нацистской администрации города) служил в разведотделе Абвера Sonderstab R под командованием белоэмигранта-зондерфюрера Б. А. Хольмстона-Смысловского, а позднее (1943) — в Минске (с резидентурами в Барановичах и Борисове), ещё в одном подразделении Абвера Sonderstab Ingvar под командованием майора СД Юнга. Смысловский и Околович гордились тем, что задолго до А. А. Власова с его РОА гитлеровцы разрешили сотрудникам «особого штаба» носить на рукавах шевроны с русским дореволюционным бело-сине-красным флагом. Пропагандой у Смысловского ведал глава отделения НТС в Генеральной губернии А. Вюрглер. Именно через этот «штаб» Вюрглер и Околович забрасывали агентуру НТС как в тыл РККА, так и внедряли её в органы нацистской оккупационной администрации на оккупированной нацистской Германией территории СССР. 13 сентября 1944 был арестован Гестапо и попал в тюрьму, откуда вышел лишь в апреле 1945 года по ходатайству генерала Власова.
Г. С. Околович — фактический глава разведки НТС — «закрытого сектора» (на жаргоне НТС — «кусты»), его заместители: Б. Б. Мартино и Романов-Островский. Прошёл подготовку для участия в операции НАТО «Гладио». Неоднократно советская разведка готовила попытки покушения на Околовича и членов его семьи. В 1954 капитан госбезопасности Хохлов заявил Околовичу, что он — советский агент, который прибыл с целью убийства Околовича, но отказывается это делать. В 1955 в Париже на открытом собрании журнала «Посев» выступил с докладом о похищении председателя Берлинского комитета помощи беглецам из советской зоны А. Р. Трушновича. Председатель исполнительного бюро НТС (1961). В 1961 году Околович разрядил бомбу, подложенную советскими спецслужбами на месте строительства нового здания «Посева». В 1962—1970 годах возглавлял издательство НТС «Посев».
Умер в 1980 году в ФРГ.